# Perty
Perty – jezioro na Pojezierzu Wschodniosuwalskim, na północny zachód od wsi Sidory w województwie podlaskim, w powiecie suwalskim, w gminie Rutka-Tartak. 

## Charakterystyka
Długie i wąskie jezioro wytopiskowe, pod względem biologicznym mezotroficznym. Woda jest czysta o słabej przejrzystości. Czystość wód została zakwalifikowana do II klasy. Dno przy brzegach muliste, miejscami piaszczyste.
Jest to jezioro o nieregularnych kształtach, z silnym przewężeniem w północnej części i długą zatoką od zachodu. Wzniesienia południowego i północnego wzniesienia Pert przypominają pejzaż górski. Cztery wyniosłe kemy stromo spadają ku wodom jeziora. Zatoka południowego krańca jeziora przechodzi w ols bagienny i dalej wąwóz oddzielający Purwin od Tabaczyzny. Środkową część zachodniego brzegu znajduje się przesmyk, za którym znajduje się Jezioro Kojle. Dawniej te dwa akweny tworzyły całość. 

## Przyroda
W jeziorze żyje dużo gatunków ryb, są to między innymi: sieja, węgorz, szczupak, lin, okoń, płoć, miętus pospolity, wzdręga, ukleja, leszcz, kleń, a nawet sandacz.